# Matteo Montaguti
Matteo Montaguti (La Meldola, Forlì, 6 de enero de 1984) es un ciclista italiano que fue profesional de 2008 a 2019. Debutó en el año 2008 con el equipo LPR Brakes, siendo su último equipo el Androni Giocattoli-Sidermec.

## Biografía
Antes de pasarse al profesionalismo destacó como pistard, donde obtuvo notables resultados en campeonatos italianos y europeos. 
En la Vuelta a España 2011 tuvo una aceptable actuación al ser protagonista de unas cuantas fugas para intentar lograr el maillot de la montaña que llegó a vestir un día aunque a la postre no pudo lograr. Finalizó 2º en la clasificación, sólo superado por el cuatro veces ganador de la misma y destacado escalador francés David Moncoutié.
El 11 de octubre de 2019 anunció su retirada del ciclismo tras doce temporadas como profesional y con 35 años de edad.

## Palmarés

### Pista
2005 (como amateur)
- Campeonato de Italia en Puntuación

2007 (como amateur)
- Campeonato de Italia en Persecución por equipos (haciendo equipo con Alessandro De Marchi, Giairo Ermeti y Claudio Cucinotta)

### Ruta
2010
- Giro de Reggio Calabria, más 1 etapa

2017
- 1 etapa del Tour de los Alpes

## Resultados en Grandes Vueltas
| Carrera | Carrera         | 2008 | 2009  | 2010 | 2011 | 2012 | 2013 | 2014 | 2015 | 2016 | 2017 | 2018 | 2019 |
| ------- | --------------- | ---- | ----- | ---- | ---- | ---- | ---- | ---- | ---- | ---- | ---- | ---- | ---- |
|         | Giro de Italia  | —    | 143.º | —    | 77.º | 81.º | —    | 44.º | 54.º | 19.º | 51.º | 42.º | 53.º |
|         | Tour de Francia | —    | —     | —    | —    | —    | —    | 66.º | —    | —    | —    | —    | —    |
|         | Vuelta a España | —    | —     | —    | 76.º | 72.º | Ab.  | —    | 41.º | —    | —    | —    | —    |

—: no participa

Ab.: abandono

## Equipos
- LPR Brakes (2008-2009)
- De Rosa-Stac Plastic (2010)
- Ag2r La Mondiale (2011-2018)
- Androni Giocattoli-Sidermec[2] (2019)